# Vildvinsläktet
Vildvinsläktet (Parthenocissus) är ett växtsläkte i familjen vinväxter. Släktet innehåller cirka 10 arter, som växer naturligt i tempererade områden i Nordamerika och Asien. 
Arterna klättrar med hjälp av klängen. En del arter utvecklar häftskivor i klängenas spetsar, som gör att de kan klättra upp på relativt släta ytor, som berg, stammar och husfasader. 
De flesta av arterna har femfingrade, sammansatta blad som blir 5–12 cm långa, men andra bladformer förekommer. Flera av arterna blir intensivt röda på hösten. Några arter är också vanliga som prydnadsväxter i Sverige. 

## Arter
- Vanligt vildvin eller jungfruvin (Parthenocissus inserta)
- Klättervildvin (Parthenocissus quinquefolia)
- Rådhusvin (Parthenocissus tricuspidata)
- Parthenocissus heptaphylla

(Den vilt växande arten europeisk vinranka, Vitis sylvestris ingår inte i detta släkte.)